# Dale Taylor
Dale Taylor, né le 12 décembre 2003 à Belfast, est un footballeur international nord-irlandais qui joue au poste de deuxième attaquant au Blackpool FC.

## Biographie
Originaire de Belfast, Taylor a grandi à Tiger's Bay (en), une aire septentrionale de la capitale nord-irlandaise,,.

### Carrière en club
Issu du centre de formation de Linfield dans son pays natal, Taylor fait ses débuts avec le club de Belfast le 15 octobre 2019, lors d'un match de County Antrim Shield (en) contre Cliftonville : entrant en jeu avec Charlie Allen à la 77e minute, alors que son équipe est menée 2-0, il marque à 15 ans son premier but, permettant aux siens d'arracher le nul 2-2, avant de finalement perdre aux tirs au but,,,.
Après cette première année où il a connu ses premières apparitions senior, brillant surtout en jeune à Belfast, Taylor rejoint le club anglais du Nottingham Forest en juillet 2020. Enchainant les buts avec les moins de 18 ans du club, avant d'être intégré aux moins de 23, il signe son premier contrat professionnel avec le club en décembre 2020.
Le 20 janvier 2023, il est prêté à Burton Albion.

### Carrière en sélection
International nord-irlandais en équipes de jeunes, Dale Taylor récupère le capitanat avec les moins de 17 ans,, avant d'être sélectionné avec les espoirs, étant notamment buteur lors d'une victoire 2-1 contre l'Écosse en juin 2021 au Dumbarton Stadium, chez leur adversaire. 
En novembre 2021, il reçoit sa première convocation en équipe senior,, faisant ses débuts le 12 novembre 2021, lors d'une victoire 1-0 en éliminatoires de la Coupe du monde contre la Lituanie,,,. Auteur d'une entrée prometteuse à 17 ans lors de cette victoire convaincante des Nord-irlandais,, il apparait alors comme un grand espoir de la nation britannique, adoubé par des personnalités comme David Healy ou Carl Frampton, avec qui il partage ses origines nord-belfastoises.

## Palmarès
Linfield Swifts
- Steel & Sons Cup (en)
  - Vainqueur en 2019-2020[6]